# Sabahya kinabaluana
Sabahya kinabaluana är en spindelart som beskrevs av Christa L. Deeleman-Reinhold 1980. Sabahya kinabaluana ingår i släktet Sabahya och familjen Tetrablemmidae. Inga underarter finns listade i Catalogue of Life.